# Batarà de collar
El batarà de collar (Thamnophilus bernardi) és una espècie d'ocell de la família dels tamnofílids (Thamnophilidae).

## Hàbitat i distribució
Habita zones àrides amb matolls de les terres baixes de l'oest de l'Equador i nord-oest i nord de Perú.

## Taxonomia
Ha estat ubicat al gènere Sakesphorus fins que estudis mes recents el van classificar dins Thamnophilus.

Algunes classificacions han considerat la població propera al riu Marañón, al nord de Perú, una espècie de ple dret:
- Thamnophilus shumbae - batarà del Marañón.[4]